# Монбернар
Монберна́р (фр. и окс. Montbernard) — коммуна во Франции, находится в регионе Юг — Пиренеи. Департамент — Верхняя Гаронна. Входит в состав кантона Л’Иль-ан-Додон. Округ коммуны — Сен-Годенс.
Код INSEE коммуны — 31363.

## География
Коммуна расположена приблизительно в 630 км к югу от Парижа, в 65 км к юго-западу от Тулузы.
По территории коммуны протекает река Сав.

## Климат
Климат умеренно-океанический. Зима мягкая и снежная, весна характеризуется сильными дождями и грозами, лето сухое и жаркое, осень солнечная. Преобладают сильные юго-восточные и северо-западные ветры.

## Население
Население коммуны на 2010 год составляло 215 человек.
| 1962 | 1968 | 1975 | 1982 | 1990 | 1999 | 2010 |
| ---- | ---- | ---- | ---- | ---- | ---- | ---- |
| 380  | 318  | 267  | 251  | 230  | 214  | 215  |

## Администрация
| Период | Период | Фамилия   | Партия        | Примечания               |
| ------ | ------ | --------- | ------------- | ------------------------ |
| 1989   | 2014   | Жан Ларьё | Разные правые | член генерального совета |
| 2014   | 2020   | Ги Толу   |               |                          |

## Экономика
В 2010 году среди 118 человек трудоспособного возраста (15—64 лет) 82 были экономически активными, 36 — неактивными (показатель активности — 69,5 %, в 1999 году было 67,3 %). Из 82 активных жителей работали 74 человека (42 мужчины и 32 женщины), безработных было 8 (3 мужчин и 5 женщин). Среди 36 неактивных 8 человек были учениками или студентами, 18 — пенсионерами, 10 были неактивными по другим причинам.

## Фотогалерея

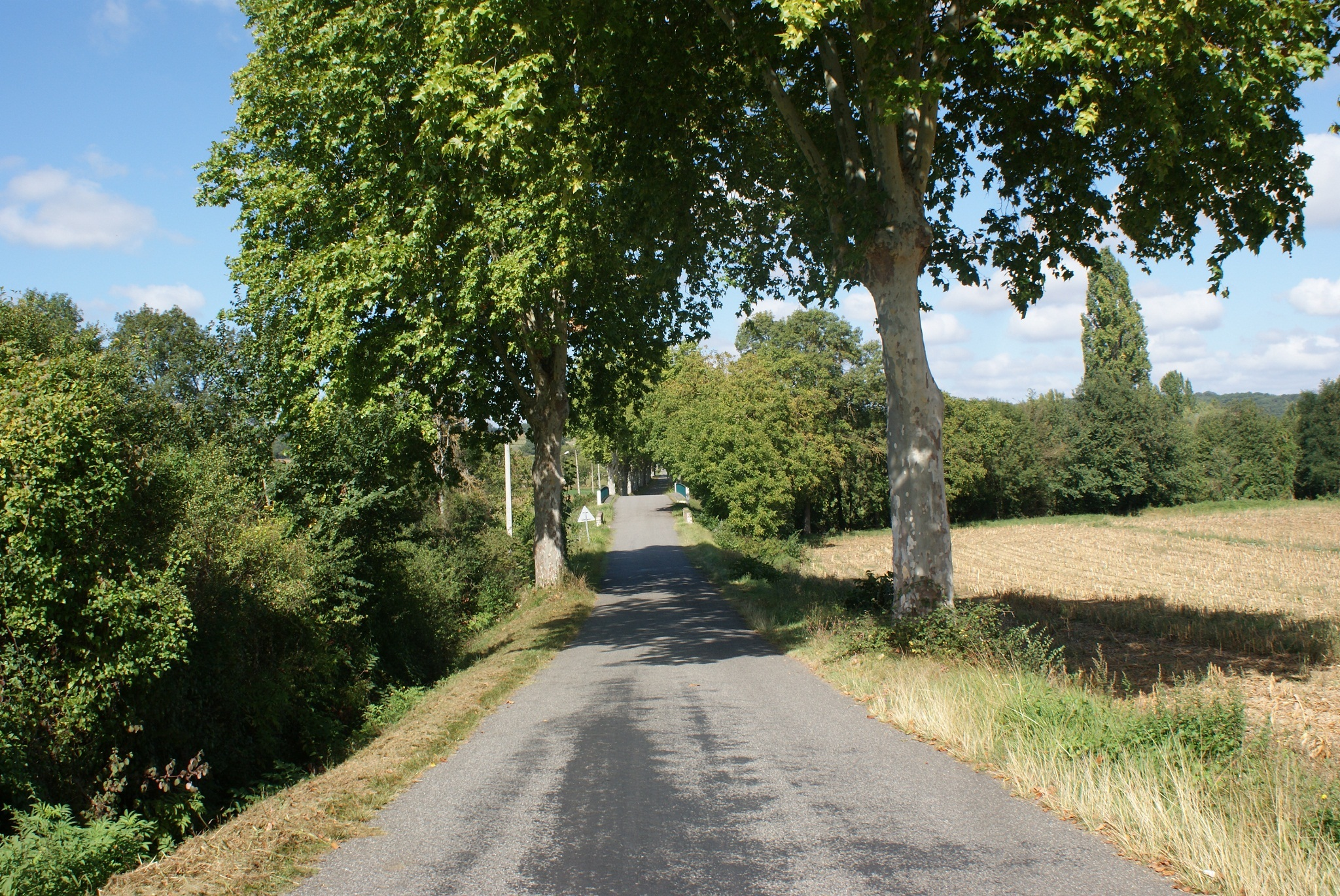
Дорога D90
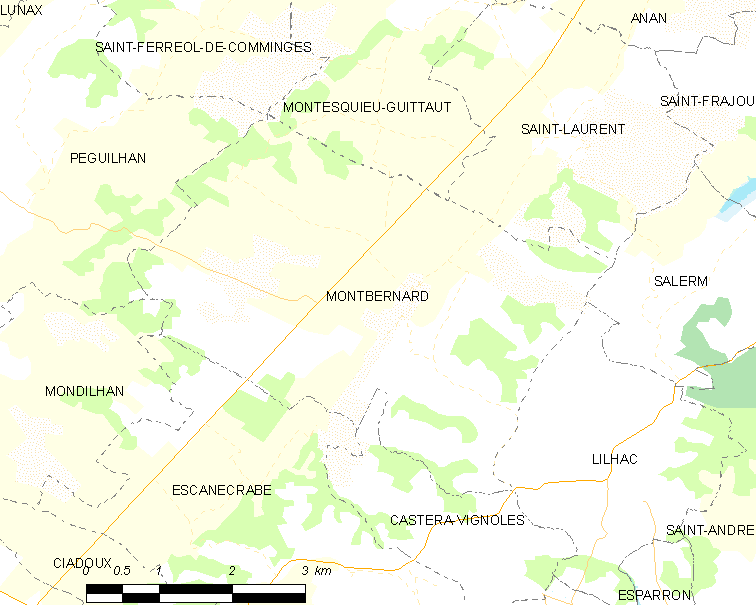
Карта коммуны